# Perville
Perville – miejscowość i gmina we Francji, w regionie Oksytania, w departamencie Tarn i Garonna.
Według danych na rok 1990 gminę zamieszkiwało 110 osób, a gęstość zaludnienia wynosiła 12 osób/km² (wśród 3020 gmin regionu Midi-Pireneje Perville plasuje się na 953. miejscu pod względem liczby ludności, natomiast pod względem powierzchni na miejscu 1154.).